# Mariliana niveopicta
Mariliana niveopicta är en skalbaggsart som beskrevs av Lane 1970. Mariliana niveopicta ingår i släktet Mariliana och familjen långhorningar. Inga underarter finns listade i Catalogue of Life.